# کوستنیکی
کوستنیکی (به چکی: Kostníky) یک منطقهٔ مسکونی در جمهوری چک است که در منطقه تربیچ واقع شده‌است.
 کوستنیکی ۱۲٫۹۷ کیلومتر مربع مساحت و ۲۰۶ نفر جمعیت دارد و ۴۵۲ متر بالاتر از سطح دریا واقع شده‌است.